# Grupo Santander
Grupo Santander é um grupo bancário global, liderado pelo Banco Santander, maior banco da Zona Euro em 2021. Tem sua origem em Santander, Cantábria, Espanha. É a marca mais valiosa da Espanha.

## História
O Banco Santander foi fundado em 1857 como Banco de Santander. Em 1999, ocorreu a fusão com o Banco Central Hispano, ou BCH, que, por sua vez, havia sido formado pela fusão em 1991 do Banco Central e do Banco Hispanoamericano. O banco resultante, conhecido como Banco Santander Central Hispano, ou BSCH, foi concebido como uma "fusão de iguais", na qual os principais executivos das duas empresas preexistentes compartilhariam o controle da entidade combinada. Pouco após a fusão, antigos executivos do BCH acusaram o presidente do Banco Santander, Emilio Botín Sanz de Sautuola, e García de los Ríos, que o sucedeu, de tentar impor sua própria agenda e ameaçaram tomar medidas legais. Esse desacordo pós-fusão foi resolvido quando os executivos do BCH, José Amusátegui e Angel Corcóstegui, concordaram em aceitar pagamentos de rescisão, se aposentar e ceder o controle a Botín, a um custo de 183 milhões de euros para os acionistas. Os grandes pagamentos de rescisão geraram publicidade negativa, e Botín acabou sendo levado a julgamento por acusações criminais de "desvio de fundos" e "gestão irresponsável". No entanto, em abril de 2005, o tribunal o absolveu de todas as acusações, sendo constatado que os pagamentos de aposentadoria de 164 milhões de euros feitos aos dois ex-executivos eram legais e "compensação pelos serviços prestados ao banco". Ainda naquele ano, a divisão anticorrupção do Ministério Público da Espanha também absolveu Botín de todas as acusações em um caso separado, no qual ele foi acusado de insider trading. Em 2007, o banco oficialmente retomou o nome oficial Banco Santander S.A.
Em 1996, o Banco Santander adquiriu o Grupo Financiero InverMexico. Em 2000, o Banco Santander Central Hispano adquiriu o Grupo Financiero Serfin do México. Em 26 de julho de 2004, o Banco Santander Central Hispano anunciou a aquisição da Abbey National plc. Após a aprovação dos acionistas na Assembleia Geral Extraordinária da Abbey (95% votaram a favor, apesar da oposição vocal da maioria dos presentes) e do Santander, a aquisição foi formalmente aprovada pelos tribunais e a Abbey se tornou parte do Grupo Santander em 12 de novembro de 2004. Em junho de 2006, o Banco Santander Central Hispano adquiriu quase 20% do Sovereign Bank e obteve a opção de comprar o banco (na época, o valor de mercado era de aproximadamente 40 dólares por ação) por um ano a partir do meio de 2008.
Em maio de 2007, o Banco Santander Central Hispano anunciou que, em conjunto com o Royal Bank of Scotland e o Fortis, faria uma oferta pela ABN AMRO. A participação do BSCH na oferta totalizava 28% e a oferta deveria ser composta por um aumento de capital por meio de uma nova emissão de ações. Em outubro de 2007, o consórcio superou a oferta do Barclays e adquiriu a ABN AMRO. Como parte do acordo, o Grupo Santander adquiriu a subsidiária da ABN AMRO no Brasil, o Banco Real, e a subsidiária na Itália, a Banca Antonveneta. Em 13 de agosto de 2007, o Banco Santander Central Hispano mudou seu nome legal para Banco Santander. Naquele mesmo ano, vendeu a Banca Antonveneta para o Banco Monte dei Paschi di Siena, exceto uma subsidiária, a Interbanca. Em março de 2008, o Banco Santander vendeu a Interbanca para a GE Commercial Finance, recebendo em troca os negócios da GE Money na Alemanha, Finlândia e Áustria, e os negócios de cartão e financiamento de automóveis da GE no Reino Unido, que foram integrados à Santander Consumer Finance.

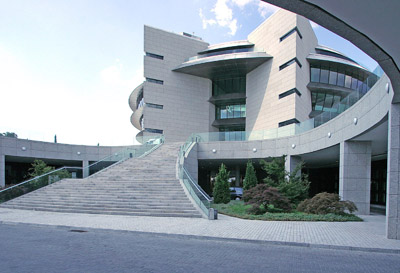
"Cidade Financeira de Boadilla", localizada em Madri, Espanha.

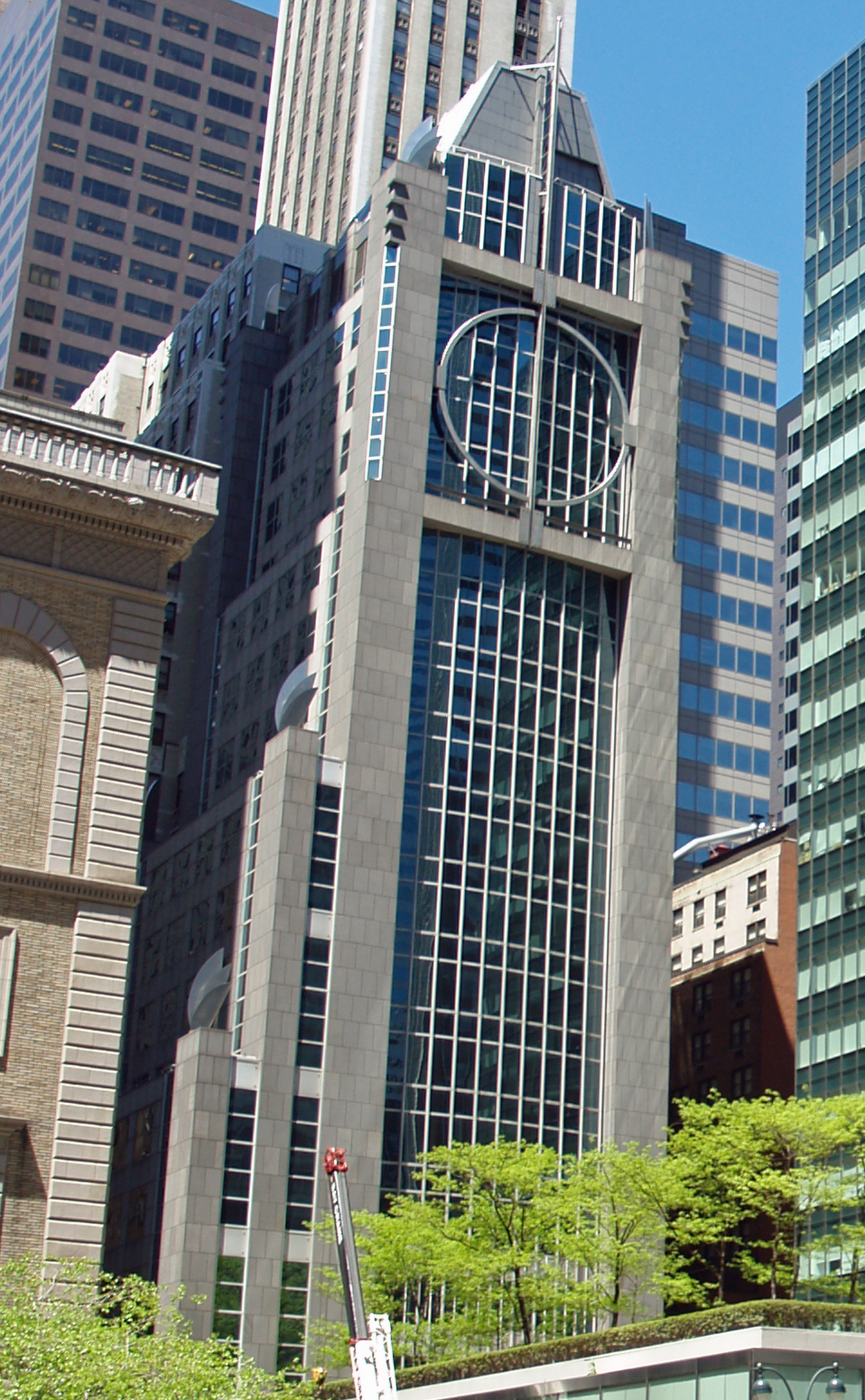
"Banco Santander Building" at 53rd Street, Nova Iorque, anteriormente a sede do banco nos Estados Unidos.

Em julho de 2008, o grupo anunciou que pretendia adquirir o banco do Reino Unido, Alliance & Leicester, que possuía 24 bilhões de libras esterlinas em depósitos e tinha 254 agências. O Santander também comprou o negócio de poupança do Bradford & Bingley em setembro de 2008, que possuía depósitos de 22 bilhões de libras esterlinas, 2,6 milhões de clientes, 197 agências e 140 agências. A aquisição do Alliance & Leicester foi concluída em outubro de 2008, quando as ações do B&B foram retiradas da Bolsa de Valores de Londres. No final de 2010, os dois bancos se fundiram com o Abbey National sob a marca Santander UK. Em outubro de 2008, o Grupo anunciou a aquisição de 75,65% do Sovereign Bancorp que ainda não possuía por aproximadamente 1,9 bilhões de dólares (1,4 bilhões de euros). Devido à crise financeira de 2008 na época, o preço das ações do Sovereign havia caído muito: em vez dos 40 dólares por ação que teria custado em 2006, o Banco Santander acabou pagando menos de 3 dólares por ação. A aquisição do Sovereign deu ao Santander seu primeiro banco de varejo no continente dos Estados Unidos. O Santander renomeou o banco para melhorar o reconhecimento global de sua marca em outubro de 2013. Em 14 de dezembro de 2008, foi revelado que o colapso do esquema Ponzi de Bernard Madoff poderia significar a perda de 2,33 bilhões de euros no Banco Santander.
Em 10 de novembro de 2009, a HSBC Finance Corporation anunciou que suas entidades de financiamento automotivo haviam chegado a um acordo com a Santander Consumer USA Inc. (SC USA) para vender as operações de empréstimo automotivo dos EUA do HSBC, US$ 1 bilhão em recebíveis de empréstimo automotivo por 904 milhões de dólares em dinheiro e celebrar um acordo de prestação de serviços de empréstimo para o restante de sua carteira de empréstimo automotivo dos EUA liquidada. A transação foi concluída no primeiro trimestre de 2010.
Em setembro de 2010, o Santander comprou o Bank Zachodni WBK do Allied Irish Banks. Em 28 de fevereiro de 2012, o Santander anunciou que havia chegado a um acordo com o KBC Bank para comprar a subsidiária do KBC, o Kredyt Bank, na Polônia. O Santander fundiu o Bank Zachodni WBK e o Kredyt para criar o terceiro maior banco da Polônia, avaliado em cerca de 5 bilhões de euros (6,7 bilhões de dólares), com uma participação de mercado de 9,6% em depósitos, 8,0% em empréstimos, 12,9% em agências (899) e mais de 3,5 milhões de clientes de varejo. Como resultado da fusão, o Santander passou a deter 76,5% do banco combinado e o KBC passou a deter cerca de 16,4%; outros acionistas detinham cerca de 7,1% das ações do banco combinado. O Santander afirmou que pretendia comprar mais ações do KBC no banco combinado para reduzir a participação do KBC abaixo de 10%; o KBC afirmou que pretendia vender sua participação restante. O KBC vendeu sua participação acionária e o Santander possui 75% do banco, o restante está em flutuação livre. Em dezembro de 2012, o Banco Santander anunciou que absorveria o Banesto e o Banco BANIF, comprando os 10% restantes do Banesto que ainda não possuía.
Em outubro de 2013, o Santander adquiriu 51% da maior empresa de financiamento ao consumidor da Espanha, a Financiera El Corte Inglés, por cerca de 140 milhões de euros. Em 2013, o Santander adquiriu uma participação de 470 milhões de euros no Banco de Xangai do HSBC, a fim de reequilibrar seus negócios para o mercado asiático. Em junho de 2014, o Santander comprou o GE Money Bank, o negócio de financiamento ao consumidor da GE Capital na Suécia, Noruega e Dinamarca, por 700 milhões de euros (950 milhões de dólares). Em setembro de 2014, foi anunciado que o Santander estava em negociações para fundir sua unidade de gestão de ativos com a da UniCredit para criar uma empresa europeia avaliada em 350 bilhões de euros em ativos. Em novembro de 2014, o Banco Santander adquiriu uma participação de 5,1% na Monitise Plc por 33 milhões de libras esterlinas. Em 7 de junho de 2017, o Banco Santander comprou o Banco Popular Español por um preço simbólico de 1 euro.
Em 2018, o banco anunciou um esforço de três anos na América Latina para aumentar sua presença no mercado, especialmente no Brasil e no México, com foco nos super-ricos desses países.
Em 13 e 14 de julho de 2019, a integração de toda a rede do Banco Popular foi concluída. Isso significou o fim definitivo da marca Popular do ponto de vista comercial.
Em 13 de junho de 2022, a Dodge & Cox tornou-se o segundo maior acionista do Santander em uma operação realizada. O fundo americano tem uma participação de 3,038% no banco. No momento da compra, dada o valor de 2,64 euros por ação, essa participação foi avaliada em 1.364 milhões de euros.

## Presença internacional

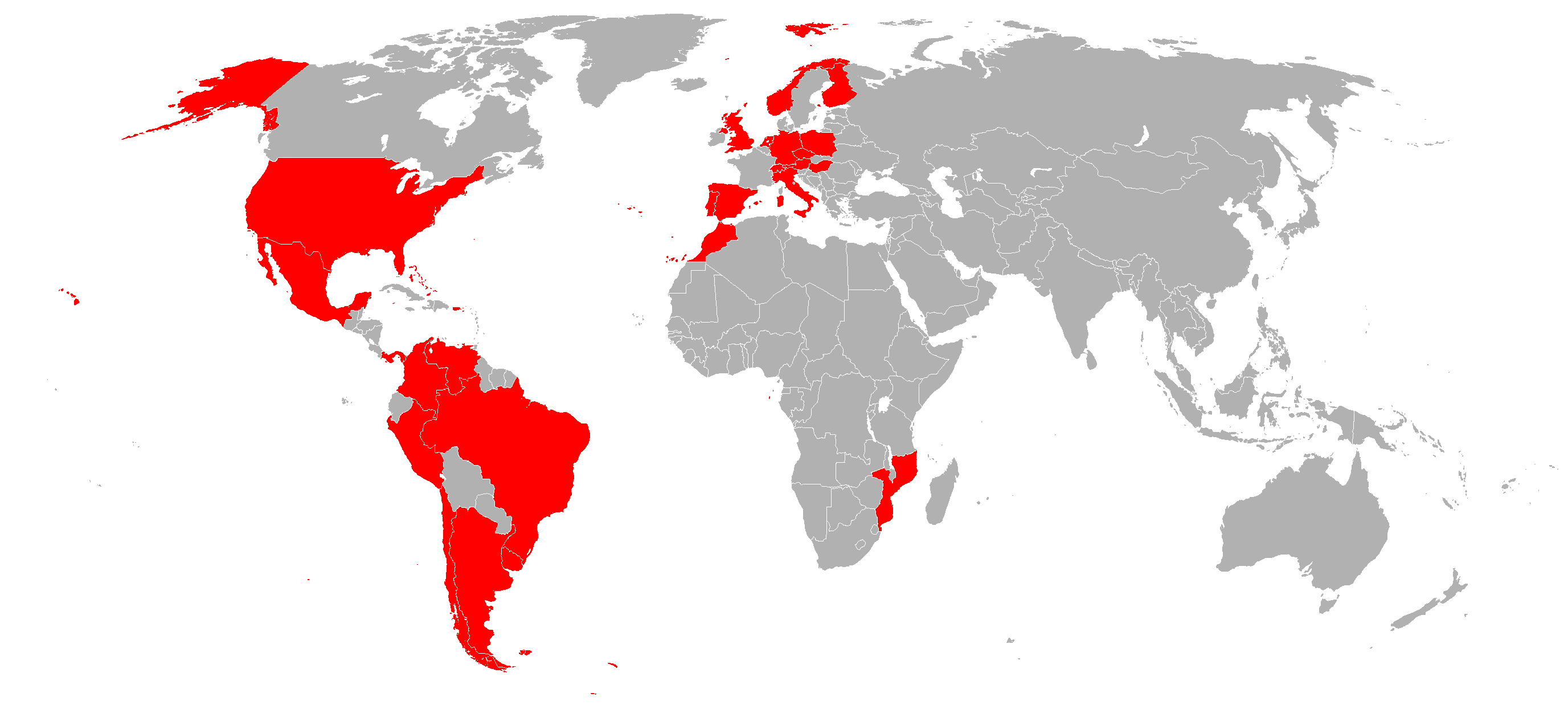
Países com presença de empresas do Grupo Santander

### Brasil
O Banco Santander no Brasil é o terceiro maior banco no país, atrás somente do Itaú Unibanco e do Bradesco.
Em 20 de novembro de 2000, o Grupo Santander adquiriu o capital votante do então Banco do Estado de São Paulo, que por sua vez imprimiu novos rumos na administração. No entanto, por força do regulamento da privatização, os vencimentos dos funcionários públicos do estado de São Paulo permaneceram até 31 de dezembro de 2006 no então Banco do Estado de São Paulo. Após esta data todos os funcionários públicos estaduais sejam da ativa ou aposentados transferiram seus vencimentos para a Nossa Caixa, que na época era o novo banco estadual de São Paulo, vendido posteriormente ao Banco do Brasil.
A operação do Banco Santander Brasil representa 30% do lucro do grupo.

### Portugal
O Banco Santander em Portugal foi fundado em 1988, e é atualmente o terceiro maior banco (o segundo é o Banco Comercial Português e o primeiro é a Caixa Geral de Depósitos, banco público). A presença do Banco Santander em Portugal começou pela compra de 10% do Banco de Comércio e Indústria em 1988 tendo atingido a participação maioritária em 1993. Banco Santander Totta surgiu da fusão em 2004 entre o Banco Santander, o Banco Totta e Açores e o Banco Crédito Predial Português, adquiridos em 2000. Nesta fusão o Banco Santander permaneceu como accionista maioritário. As 3 marcas mantêm-se até 2006 passando a denominar-se Banco Santander Totta.
Em dezembro de 2015, o Banco Internacional do Funchal é também incorporado. Em junho de 2017, o Banco Popular é incorporado no Banco Santander Totta. Em 2018, o Banco Santander Totta passou a designar-se Banco Santander Portugal, no âmbito da estratégia de renovação da marca global do Grupo Santander.

### Operações internacionais

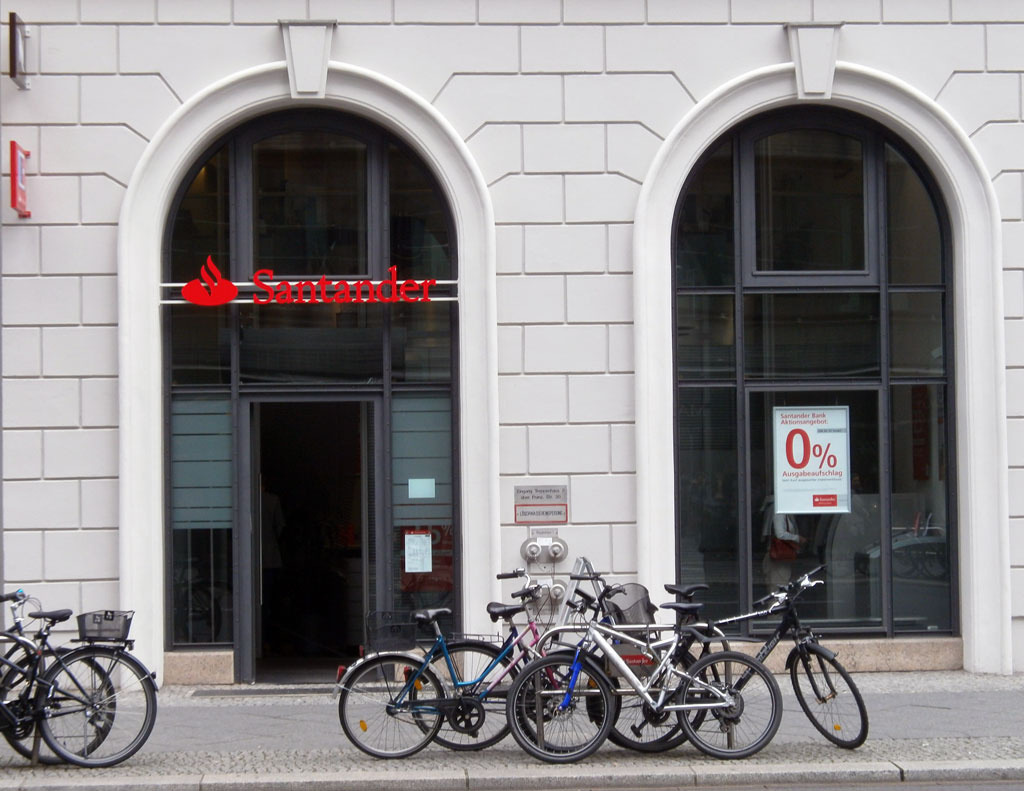
Agência do Santander em Berlim, Alemanha.

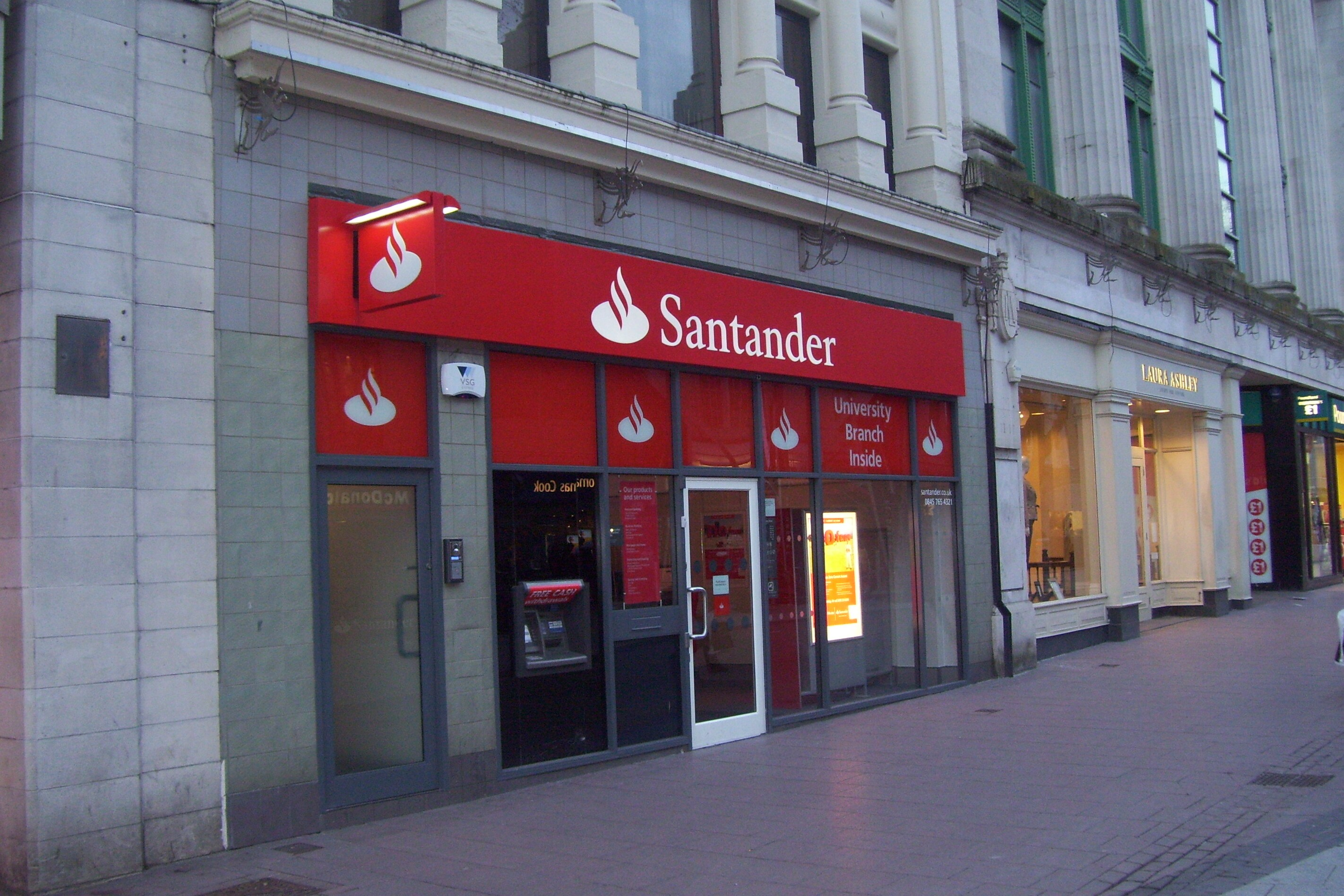
Uma agência do Santander em Cardiff, País de Gales.

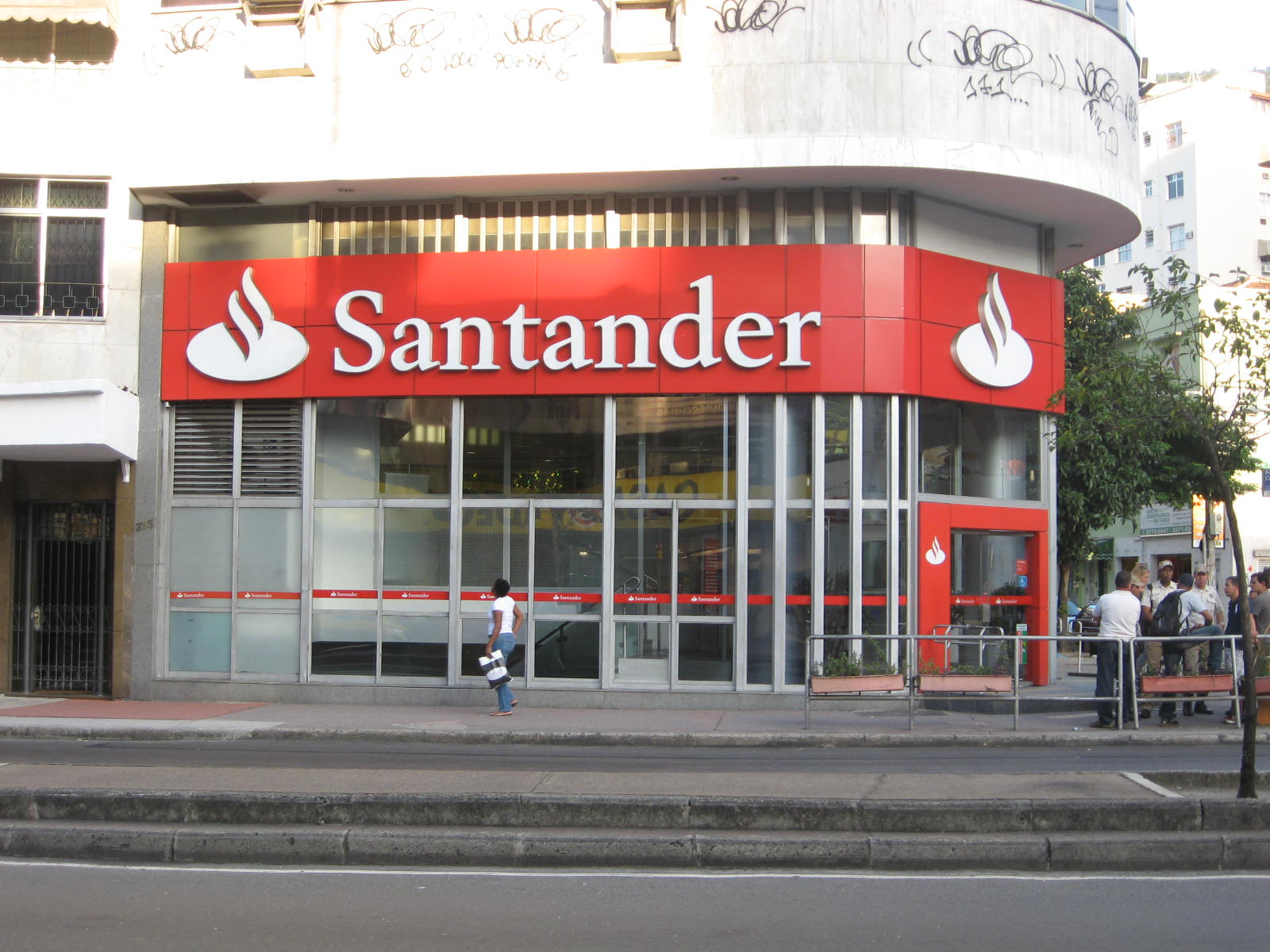
Agência do Santander no Rio de Janeiro.

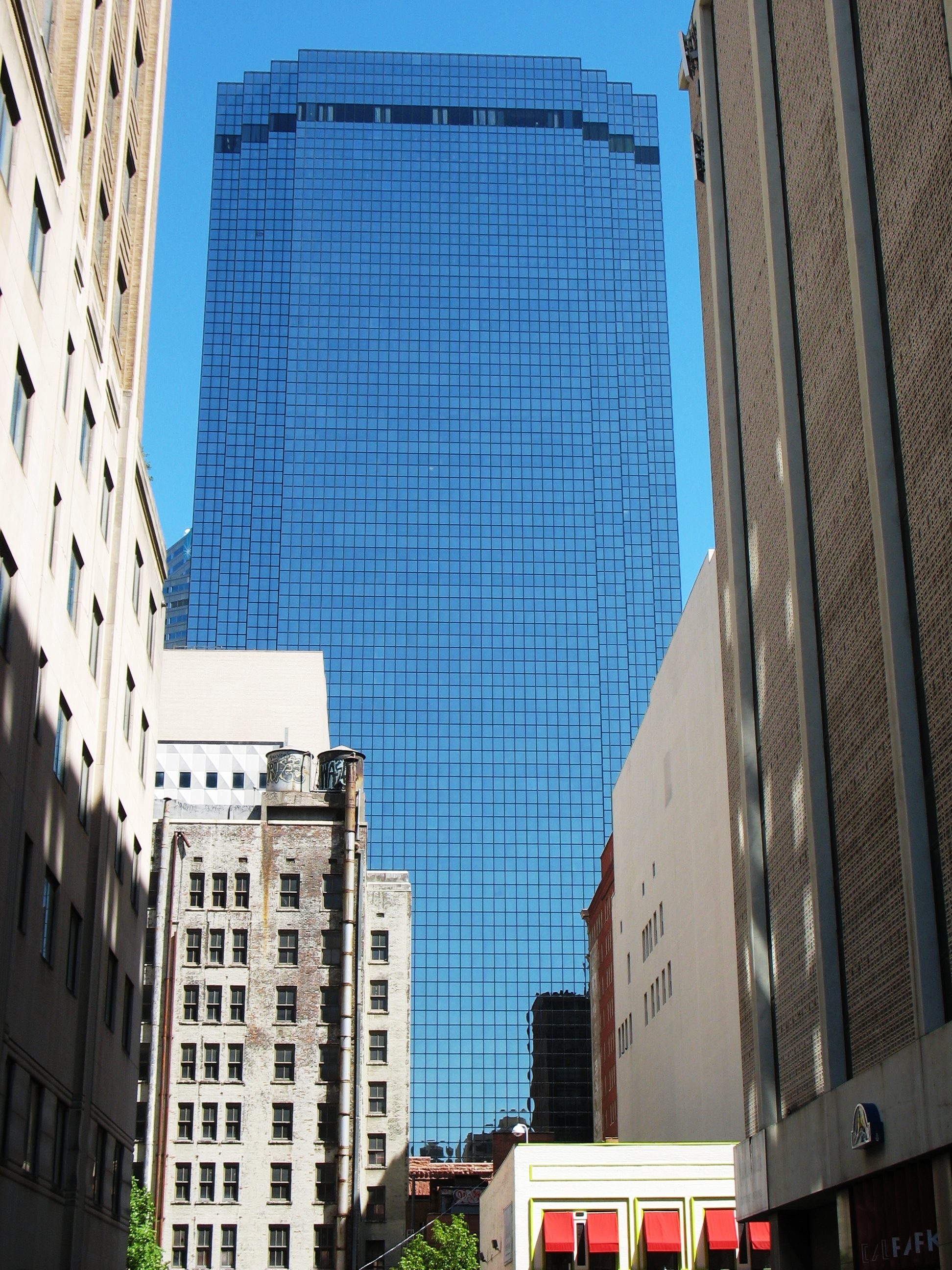
Santander Tower em Dallas, Texas.

O Grupo Santander opera em toda a Europa, América do Sul, América do Norte e Ásia, em parte devido às suas aquisições. Em 2013, contava com mais de 186.000 funcionários, 14.392 agências, 3,26 milhões de acionistas e 102 milhões de clientes. A atividade principal das operações do Santander é a banca de varejo, que gera 74% do lucro do grupo.
Em 10 de junho de 2010, o Grupo Santander anunciou que investiria aproximadamente US$ 270 milhões (200 milhões de euros) em Campinas, Brasil, para criar um centro de tecnologia para pesquisa e processamento de dados e um centro de dados para apoiar operações na América do Norte, América Central e América do Sul. O novo centro seria estabelecido dentro da 'Development Company for High Technology Cluster of Campinas' em 1 milhão de metros quadrados. A construção começou em janeiro de 2011, oferecendo mais de 8.000 empregos diretos e indiretos, a inauguração aconteceu somente em 2014.
Em 2013, a empresa global de crescimento de capital General Atlantic, juntamente com a Warburg Pincus LLC, adquiriu uma participação de 50% na Santander Asset Management.
Em 2010, o Banco Santander expandiu-se para a China, concentrando-se em serviços de financiamento comercial e estabelecendo uma joint venture com o China Construction Bank. A parceria foi criada em 2011 com fundos iniciais de 3,5 bilhões de yuans (530 milhões de dólares).

#### Europa
- Áustria
  - Santander Consumer Bank GmbH
- Bélgica
  - Santander Consumer Finance Benelux B.V.
- Dinamarca
  - Santander Consumer Bank AS
- Finlândia
  - Santander Consumer Finance Oy
- França
  - Banco Santander, S.A. - Escritório de Representação em Paris
- Alemanha
  - Santander Consumer Bank AG
  - Santander Bank (Filial da Santander Consumer Bank AG)
  - Santander Consumer Debit GmbH
  - Santander Consumer Leasing GmbH
- Itália
  - Santander Consumer Bank S.p.A.
  - Santander Private Banking
- Luxemburgo
  - Banco Santander Totta S.A.
- Países Baixos
  - Santander Consumer Finance Benelux B.V.
- Noruega
  - Santander Consumer Bank AS
- Polônia
  - Santander Bank Polska
  - Santander Consumer Bank S.A.
- Portugal
  - Banco Santander Totta
  - Banco Popular Portugal
  - Banco Santander Consumer Portugal, SA
  - WiZink Portugal
  - Hispamer
- Espanha
  - Banco Santander
  - Banco Popular Español
  - Banco Pastor
  - Santander Consumer Finance
  - Openbank
  - WiZink
- Suécia
  - Santander Consumer Bank AS
- Suíça
  - Santander Private Banking
- Reino Unido
  - Santander UK
  - Cahoot
  - Cater Allen
  - Santander International
    - Filial da Ilha de Man
    - Filial de Jersey

  - Santander Consumer (UK) plc
  - Santander Totta

#### Américas
- Argentina
  - Banco Santander Argentina
- Brasil
  - Banco Santander Brasill
- Canadá
  - Santander Consumer - Anteriormente conhecido como CARFINCO - Baseado em Edmonton, Alberta, Canadá
- Chile
  - Banco Santander Chile
  - Banco Santander Banefe
- Colômbia
  - Banco Santander de Negocios Colombia S.A.
- México
  - Santander México
- Peru
  - Banco Santander Peru S.A.
- Estados Unidos
  - Banco Santander Puerto Rico
  - Santander Private Banking
  - Santander Bank
  - Santander Consumer USA
  - Santander Global Banking & Markets
  - Santander Overseas Bank
  - RoadLoans
  - HelpingLoans
  - TotalBank (Miami Dade)
- Uruguai
  - Banco Santander Uruguai

#### Ásia e Austrália
- China
  - Banco Santander, S.A. - Filial de Xangai
  - Banco Santander, S.A. - Filial de Pequim
- Hong Kong
  - Banco Santander, S.A. - Filial de Hong Kong
- Singapura
  - Banco Santander, S.A. - Filial de Singapura

#### África
- Attijariwafa Bank (participação de 4,55%)